# Borommakot

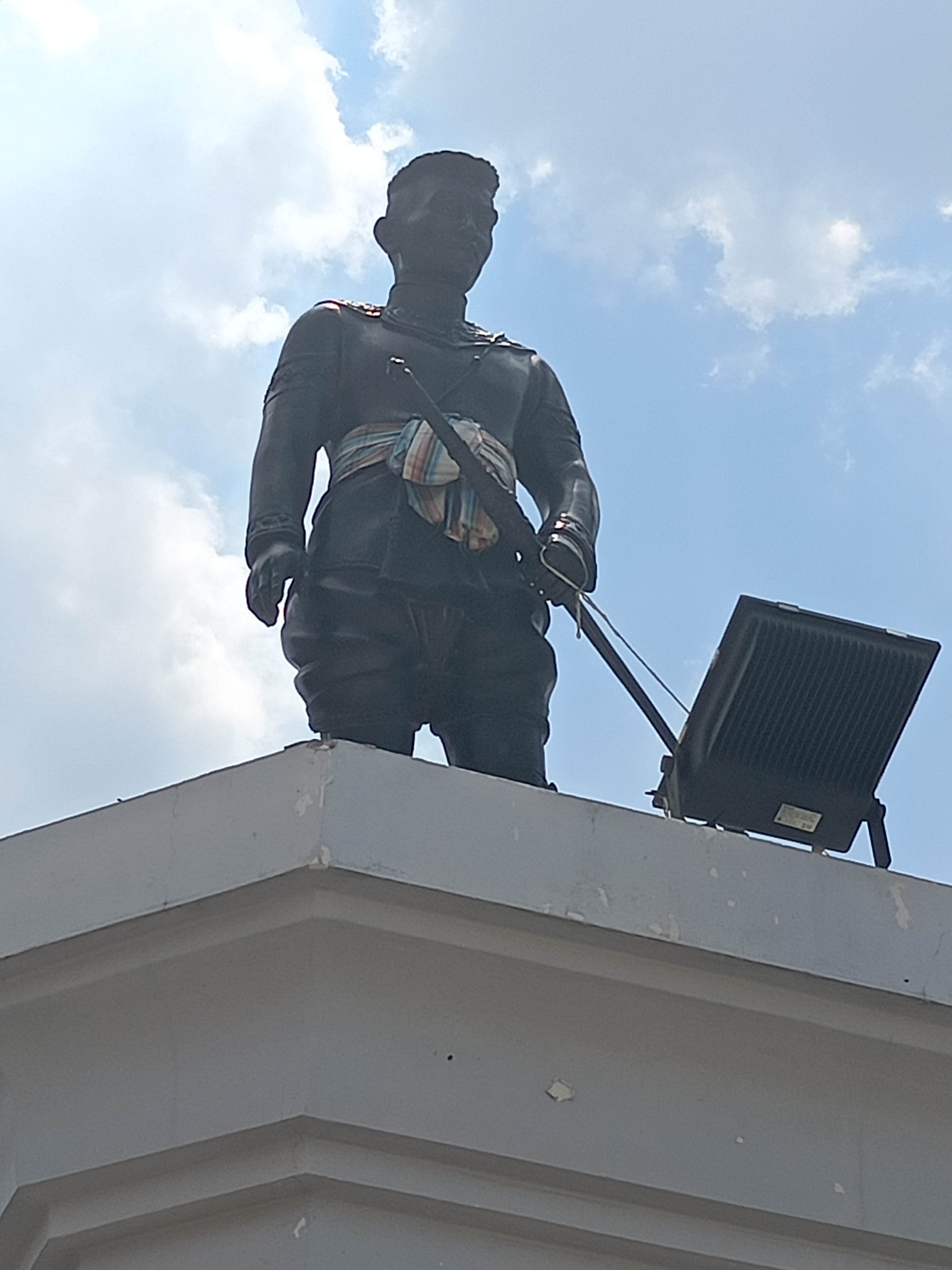
Boromkot

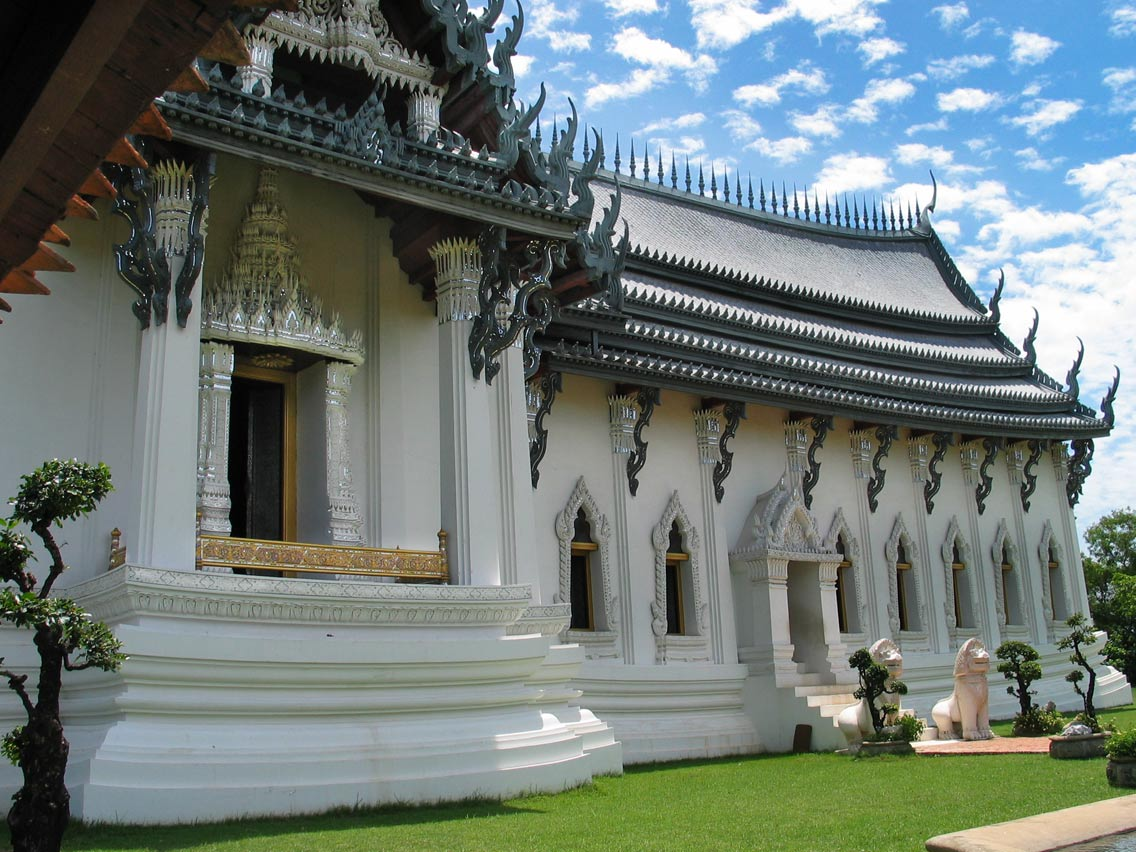
Sanphet Prasat Thronhalle des Königspalastes von Ayutthaya

Borommakot (thailändisch: สมเด็จพระเจ้าอยู่หัวบรมโกศ – auch Borommarachathirat III., สมเด็จพระบรมราชาธิราชที่3, * um 1680; † 1758) war von 1733 bis 1758 König von Siam.

## Herkunft
König Khun Luang Sorasak (หลวงสรศักดิ์ม oder Phrachao Suea – „Tiger-König“, พระเจ้าเสือ) hatte zwei Söhne, Prinz Phet und Prinz Phon. Auf seinem Sterbebett bestimmte Sorasak Prinz Phet zu seinem Nachfolger. Er wurde als Phuminthararatcha (auch Sanpet IX. สมเด็จพระเจ้าสรรเพชญ์ที่9) gekrönt, war aber allgemein als König Thai Sa (auch Thai-Sra, พระเจ้าท้ายสระ, wörtl. „Ende des Sees“ wegen eines Teiches vor seinem Palast) bekannt. Er regierte von 1709 bis 1733. Sein Bruder Prinz Phon wurde sein Uparat („zweiter König“ oder „Vizekönig“). Nach dem Tod von König Thai-Sa im Januar 1733 kam es zu einer Revolte, da er nicht wie erwartet den Uparat zu seinem Nachfolger erklärte, sondern den mittleren seiner Söhne. Im Verlaufe der Kämpfe konnte sich Prinz Phon der drei Söhne seines Bruders entledigen, zwei wurden getötet und einer floh ins Mönchsdasein. Anschließend wurde er als Boromma Thammikarat (der gerechte König, kurz „Song Tham“) zum König gekrönt. Den düsteren Namen „Borommakot“, wörtl. „Der König in der goldenen Urne (in Erwartung seiner Einäscherung)“ erhielt er erst posthum, da er der letzte König war, dem diese eher unerfreuliche Ehre zuteilwurde.

## Diplomatie
König Borommakot regierte mit Weisheit und Würde. Er war bei seiner Krönung 53 Jahre alt und starb mit 78. Er erlaubte drei kambodschanischen Prinzen, die in Ayutthaya Zuflucht gefunden hatten, im Jahre 1737 in der Region von Nakhon Ratchasima Truppen zu sammeln, mit deren Hilfe schließlich der regierende König von Phnom Penh gestürzt und dem loyalen Thommo Reachea 1738 zum Thron verholfen werden konnte. Auch 1747 leisteten die Siamesen erfolgreiche Hilfe, als dessen von den Vietnamesen unterstützte Nachfolger erneut gestürzt wurde.
In der Regierungszeit von König Borommakot wurden erneut diplomatische Beziehungen mit Burma aufgenommen, nachdem diese etwa ein Jahrhundert lang brachgelegen hatten. 1744 wurde eine Mission des Königs von Ava am Hofe von Ayutthaya empfangen, im Jahr darauf wurde die Gegenmission nach Ava geschickt. Birmanische Flüchtlinge aus Pegu wurden gerne in Ayutthaya aufgenommen.

## Errungenschaften
Borommakots Regierungszeit wird auch als das „Goldene Zeitalter Ayutthayas“ bezeichnet, da mit ihm die traditionellen Tugenden eines guten Königs verbunden werden.

### Baumaßnahmen

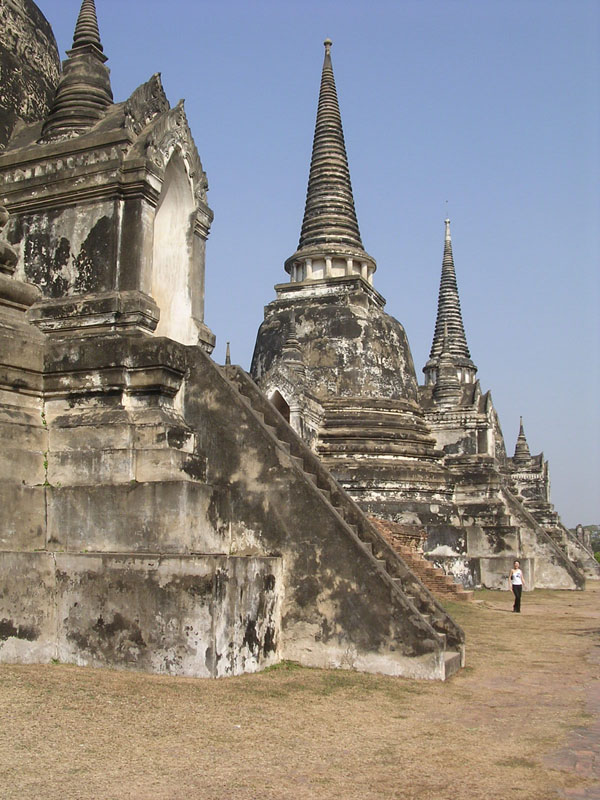
Wat Phra Si Sanphet
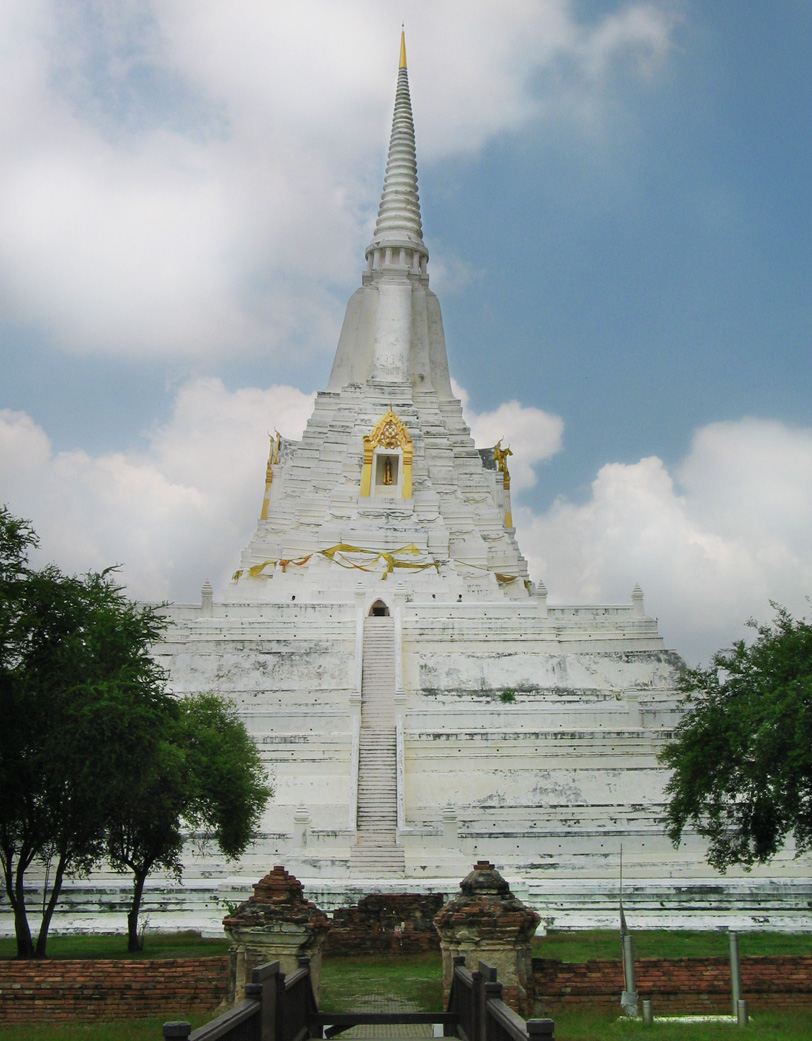
Chedi Phu Khao Thong
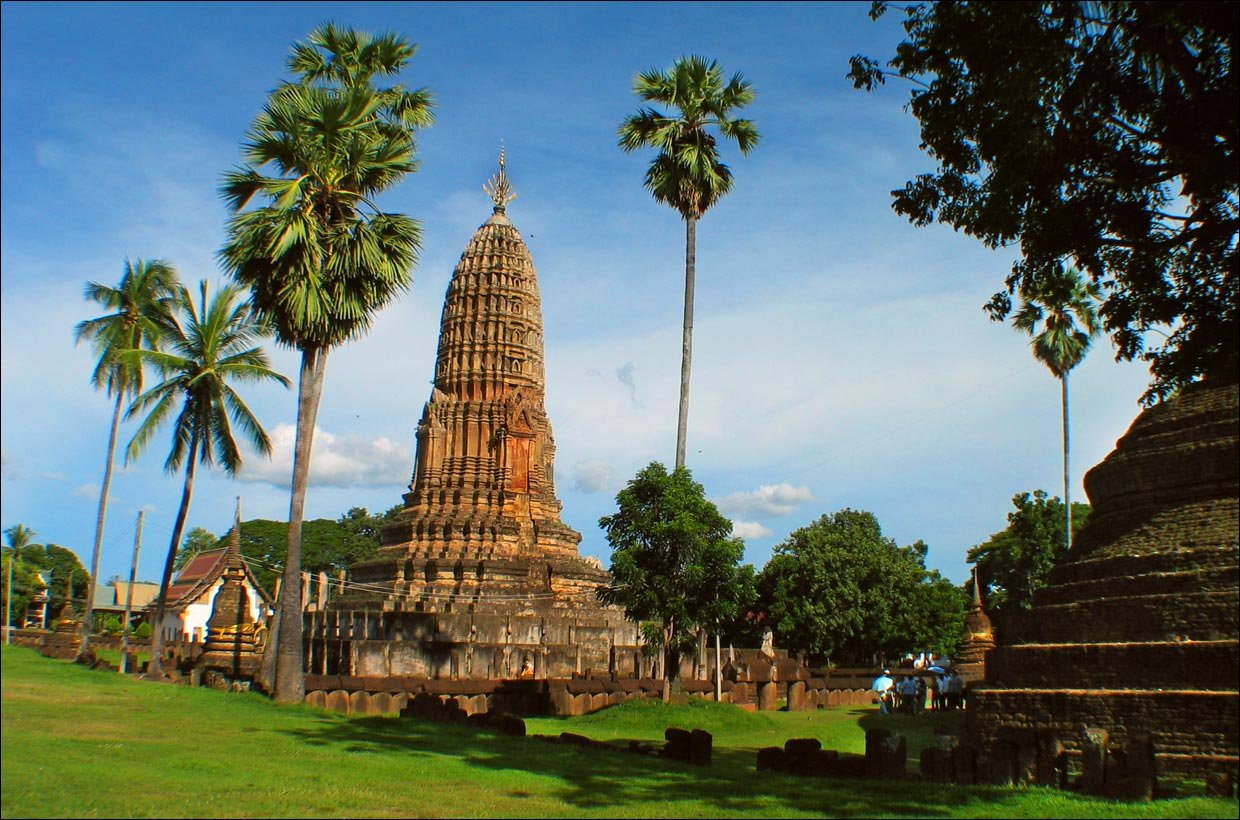
Wat Phra Sri Rattana Mahathat in Si Satchanalai
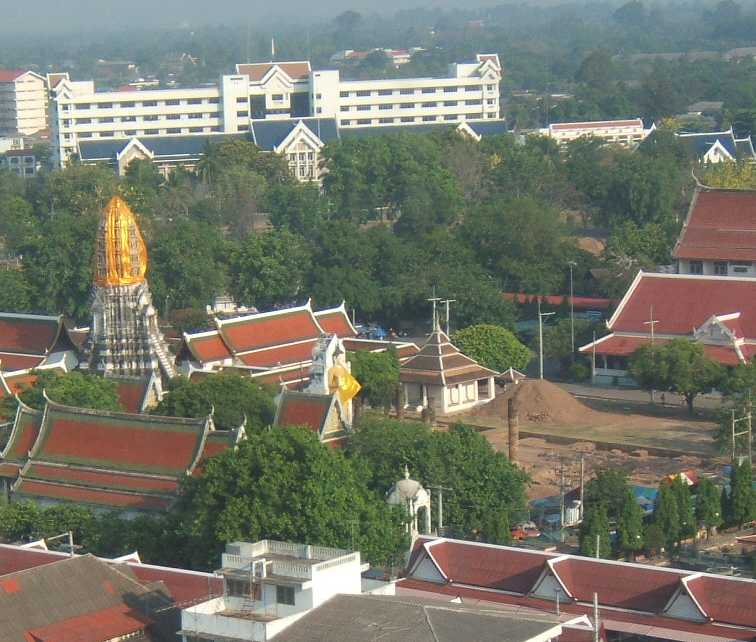
Wat Phra Sri Rattana Mahathat in Phitsanulok

### Religion
Der König war ein starker Befürworter und Unterstützer des Buddhismus. Der holländische Geschäftsmann Theodorus Jacobus van den Heuvel berichtet z. B. im März 1737 von einer alljährlichen Pilgerfahrt des Königs zum Wat Phra Phutthabat (nahe dem heutigen Saraburi).
Im Jahre 1751 traf eine Gesandtschaft von buddhistischen Mönchen aus dem Königreich von Kandy ein. Sie baten um einen Austausch der heiligen Schriften und um Unterstützung, den ceylonesischen Buddhismus wiederherzustellen. König Borommakot kam dieser Bitte gerne nach, er sandte zwei Missionen nach Kandy, 1753 und 1755. Die Mönche nahmen goldene Buddhastatuen mit sich, die Tripitaka (Pali-Kanon) und einen Brief vom König auf Gold geschrieben. Diese Missionen standen unter keinem guten Stern, das erste Schiff versank im Schlamm vor Nakhon Si Thammarat und die Mönche brauchten 18 Monate, um Ceylon zu erreichen, zwei Drittel von ihnen verstarben unterwegs. Bei der zweiten Mission konnten nach einem Schiffbruch vor der Küste von Sri Lanka die meisten Mönche gerettet werden. Sie blieben jahrelang, ordinierten hunderte von neuen Mönchen und versorgten sie mit einer kompletten Ausgabe der heiligen Schriften. Die alljährliche „Perahera“, bei der noch heute die heilige Zahnreliquie in einer großen Parade durch die Straßen von Kandy getragen wird, ist durch die Unterstützung der siamesischen Mönche aus einer hinduistischen Zeremonie entstanden. Da Sri Lanka schon immer als das spirituelle Zentrum des Theravada-Buddhismus angesehen wurde, war es ein kleiner Triumph für Siam, diese zwei Missionen zu schicken. Die von ihnen ordinierten ceylonesischen Mönche wurden „Siam-wong“ genannt. Im Wat Buddhaisawan in Ayutthaya gibt es eine Wandmalerei, in der siamesische Mönche auf einer Pilgerreise zum Adam’s Peak gezeigt werden.